# Aranéologie
L’aranéologie est la partie de l'histoire naturelle consacrée à l'étude des araignées. L'aranéologie est une branche de l'arachnologie, discipline traitant des arachnides. 
Les aranéologues, comme les entomologistes, utilisent pour attraper des araignées le parapluie japonais sous les branches ou le filet fauchoir dans les herbes.
Les arachnologistes spécialisés en aranéologie s'appellent des aranéologues, ou des aranéologistes.